# ジョナサン・ジョースター
ジョナサン・ジョースター（Jonathan Joestar）は、荒木飛呂彦の漫画『ジョジョの奇妙な冒険』に登場する架空の人物。
Part1『ファントムブラッド』の主人公。第一部のジョジョ。
なお、本稿ではPart7に登場するパラレルワールドの同一人物とされるジョニィ・ジョースターについても述べる。

## ジョナサン・ジョースター
1868年4月4日イギリス生まれ、血液型はA型。由緒ある英国貴族、ジョージ・ジョースターI世の一人息子。第二部『戦闘潮流』の主人公ジョセフ・ジョースターの祖父であり、第三部以降にも彼の子孫は登場する。
立派な「紳士」になることを目指して、日々努力を続ける少年。正義感が強く、生真面目で心優しい性格。また、どのような困難にも真正面から立ち向かうことのできる勇気を持っている。
作者の荒木は「ジョジョの歴代主人公同士が戦ったら誰が一番強い？」という問いに対して「実はジョナサンじゃない？」と答えている。
姓と名前から、愛称は「ジョジョ」。名前は、連載当時に荒木が打ち合わせなどに利用していたファミリーレストランジョナサンに由来しているという説が一般的であったが、これは名前を覚えてもらうための方便であり、実際にはデニーズで打ち合わせを行っていた。順序が逆で、まずはデニーズで、連載中にジョナサンで打ち合わせするように変わり、ジョナサンの方の話が広まったという。

### 劇中での活躍

#### Part1『ファントムブラッド』
身寄りをなくし、ジョースター家の養子となった同い年の少年ディオ・ブランドーとの出会いにより、彼の運命は大きく揺れ動く。ジョースター家の財産乗っ取りを密かに企てるディオは、ジョースター家の正当な跡取り息子であるジョナサンを精神的に追い詰め堕落させるため、ジョナサンの愛犬ダニーを蹴って気絶させたのを手始めにして執拗な嫌がらせを繰り返す。ディオの策略によりジョナサンは次第に周囲から孤立していき、その仕上げとしてジョナサンの恋人・エリナを襲うが、ついに怒りを爆発させたジョナサンはディオに反逆。このとき、はじめてジョナサンはディオに勝利する。
ディオとの出会いから7年後、ジョナサンは身長195cm、体重105kgの巨漢に成長。心身共に立派な紳士として成長を遂げていた。大学ラグビーで活躍する傍ら、考古学を学ぶようになり、少年時代にディオとの喧嘩の際に偶然作動した「石仮面」に興味を持ち、研究していた。この頃にはディオとは友人となっているが、彼自身は幼い頃の体験から、本心からはディオに対して友情を抱けずにいた。
大学卒業間近となって父・ジョージ・ジョースターが突然病に倒れるが、ディオの父親が死の直前に書いた手紙を発見したことで、ディオが実の父親を病に見せかけて毒殺し、そして今回ジョースター卿をも手にかけようとしていることに気づく。ジョナサンは単身ロンドンの貧民街・食屍鬼街（オウガーストリート）に赴き、そこで出会ったゴロツキたちのボス・スピードワゴンの協力のもと、ディオの悪事の証人と解毒剤を携え屋敷に戻るが、追い詰められたディオは（ジョナサンをかばった）ジョースター卿を刺殺し、石仮面の力によって吸血鬼へと変貌してしまう。不死身の怪物と化したディオを倒すべくジョナサンは自ら屋敷に火を放ち、自身も深手を負いながら辛くもこれを倒した。その後偶然にもエリナの働く病院に搬送され、彼女の献身的な看病により意識を回復。実に7年ぶりの再会を果たした。
ディオとの闘いで負った傷がある程度回復し、エリナに付き添われて退院。その直後に、「仙道（波紋）」の達人であるウィル・A・ツェペリと出会う。彼はディオがまだ生きていることをジョナサンに告げ、石仮面に対抗するためには波紋の力が必要であると宣告する。ジョナサンはツェペリに弟子入りして波紋を修業し、これを体得。ディオを追う過程で師であるツェペリを失うが、彼が死ぬ間際ジョナサンに託した力で更なる成長をとげ、ディオとゾンビたちを倒す。
1889年2月2日、エリナ・ペンドルトンと結婚。新婚旅行中の2月7日、密かに生き延びていたディオに客船を襲撃される。致命傷を負い、死の淵に立ちながらもディオの配下を撃破し、船を爆発させることでゾンビたちの掃討を図る。エリナと生き残りの赤ん坊（エリザベス）を逃がすためディオの首を抱いたまま絶命し、客船の爆発に消える。20歳没。

#### Part2『戦闘潮流』
スピードワゴンとリサリサの回想に登場している。ジョナサンは若くして亡くなったが、新婚旅行時にエリナが子供を授かっていて、ジョースター家の血筋は途絶えなかった。

#### Part3『スターダストクルセイダース』
ジョナサン自身はすでに死亡しているが、首から下の肉体をDIO（ディオ）に乗っ取られている。肉体は自らの子孫である承太郎たちに信号のようなものを送っており、それは彼らにスタンドが発現するきっかけになった一方、時にはそれが呪縛となって彼らを苦しめる結果にもなっている。
ディオの首とジョナサンの胴体はなじみつつあり、エジプトでのDIOvs承太郎に際して、ジョセフから吸血したことで完全になじむが、承太郎との戦いに敗れ頭部を砕かれて死に、吸血鬼として細胞単位で生きていた胴体部もまた日光を浴びて灰と化して消滅した。
後に、DIOが子供を作っていたことや、生前プッチに自分の骨の一部を託していたことが明らかとなる（後述）。
Part3のOVA版では、承太郎が花京院に植え付けられていたDIOの肉の芽を通じ、Part1でのジョナサンとディオの対決を傍観するシーンが追加されている。

#### Part4以降
ジョナサンとしては未登場であり、DIOの肉体の影響として言及される。
Part4『ダイヤモンドは砕けない』の主人公の東方仗助は、ジョセフの非嫡出子であり、Part3のDIOからの信号で4歳のときにスタンド高熱に苦しめられていた。
Part5『黄金の風』の主人公のジョルノ・ジョバァーナ（汐華初流乃）は、DIOの遺児であり、ジョースターの血、星のアザ、スタンド能力を受け継いでいる。
Part6『ストーンオーシャン』に敵として登場するウンガロ、リキエル、ドナテロ・ヴェルサスの3人もまた、同様にDIOの遺児であり、ジョルノ・ジョバァーナと同じくジョースターの血、星のアザ、スタンド能力を受け継いでいる。DIOの骨＝残骸から「緑色の赤ちゃん」が生まれ、プッチと融合したことで星のアザが血縁者のウェザー・リポートにも連鎖する。

### ノベライズ
OVER HEAVEN
Part3のディオが、ジョナサンから奪った肉体を用いて天国への研究を進めつつ、Part1を回想するという構成。ディオ側の視点からのジョナサン像が掘り下げられている。
JORGE JOESTER
主人公ジョージ（Jorge）の父である。リサリサは、幼少時に海難事故に遭遇した際に、彼の影響を受けて波紋呼吸法の基礎を体得した。カナリア諸島の海底に水葬されている。
未亡人となったエリナとジョージはカナリア諸島に在住していた後、1905年ジョージ16歳の年にイギリスに移住した。

### 波紋法
ズームパンチ
パンチを繰り出しつつ、腕の関節を外しリーチを伸ばす技。関節を外す際の痛みは波紋で和らげている。
山吹色の波紋疾走（サンライトイエローオーバードライブ）
波紋を打撃により叩き込む技。ジョナサンの技の中では最も強い波紋を放つ。パンチ一撃と後のPart3以降で見られるような拳のラッシュの2パターンがある。
青緑波紋疾走（ターコイズブルーオーバードライブ）
水中用の技。水に波紋を走らせ、遠くまで伝達させる。
銀色の波紋疾走（メタルシルバーオーバードライブ）
金属に波紋を伝達させる技。剣などを防ぎつつ攻撃することが可能。
緋色の波紋疾走（スカーレットオーバードライブ）
熱を発生させる技。なお劇中では自分に波紋を流したように見えるが、実際は自分の腕を通してブラフォードの髪に流している。
生命磁気への波紋疾走（せいめいじきへのオーバードライブ）
木の葉などに波紋を流し、一つに寄せ集める。劇中ではツェペリとともに巨大なグライダーを作り上げた。
最後の波紋
ワンチェンを倒した最期の技。両指を合わせた後、体内に残されたかすかな波紋を指先から相手に打ち込む。ワンチェンを完全に破壊できなかったが肉体を操り船を爆発させた。

### スタンド能力
Part3序盤でDIOがジョセフのハーミットパープル（隠者の紫）と似たスタンドを使っている。作中での言及は特に無かったが、画集『JOJO A-GO!GO!』では「ジョナサンのスタンドである」と説明されている。水晶玉への念写を行うほか、ジョセフと異なりカメラを壊さず軽く叩くだけで念写ができているなど若干の差異が描写されている。
小説『JORGE JOESTER』においてこのスタンドは「ザ・パッション」（受難）と呼ばれており、茨の冠に似た形をしている。「血縁者（ジョースター家）の運命を予知する」能力があり、ジョナサンの肉体を乗っ取ったDIOによって吸血した相手の未来を予知することも可能となっている。
小説版『OVER HEAVEN』はディオ側の視点から語られ、このスタンドがエンヤ婆により「ハーミット・パープル」と説明される。さらに「同じ、または同じでなくとも似たようなスタンドをジョナサンの孫（ジョセフ）も持っている」とされている。※ジョースター側から「ジョセフのスタンドがハーミット・パープルである」こととは逆視点の説明となっている。

### キャスト
声優
- 田中秀幸 - Part1ゲーム版・青年期
- 中井和哉 - Part1ゲーム版・少年期
- 小西克幸 - Part1劇場アニメ版
- 興津和幸 - テレビアニメ版

俳優
- 松下優也 - ミュージカル版（Wキャスト）
- 有澤樟太郎 - ミュージカル版（Wキャスト）

なお、担当声優に関しては、テレビアニメ版以降の関連メディアでは、テレビアニメ版準拠のキャスティングが行われている。

## ジョニィ・ジョースター
- 本名：ジョナサン・ジョースター
- 国籍：アメリカ
- 愛馬：スロー・ダンサー（11歳、アパルーサ）
- 声：水島大宙（VOMIC版） / 梶裕貴（ASB版[7]・EOH版[8]）

Part7『スティール・ボール・ラン』の主人公。第七部のジョジョ。作中で「ジョジョ」と呼ばれたことは無く、「ジョニィ」と呼ばれる。Part7は「ジョニィが歩き出す物語」と語られる。帽子とズボンには星条旗を連想させるような星形のデザインがされている。また、帽子には蹄鉄が飾り付けられている。
ゼッケン番号？-939。19歳。ケンタッキー州出身。没落貴族の末裔で、幼い頃にイギリスに住んでいたことがある。初めて馬に乗ったのは5歳の時であり、父が「我が息子は乗馬の天才だ」と思うほどの才能あるジョッキーであったが、下半身不随により、引退を余儀なくされた。「スティール・ボール・ラン」レースに参加するという謎の男ジャイロ・ツェペリと出会ったことで生きる希望を見出し、レース参加を決意する。
自身よりも優秀な兄がいたが、事故死している。その兄と事あるごとに比較してくる父親との関係は破綻しており、レースにも来なければ下半身不随になっても見舞いにさえ来なかった。またディエゴのことは子供の頃から知っていたが、レースで勝てたことは一度もない。そのような過去の経験から「見えない宿命に縛られている」という考え方を持ち、後悔と失意に満ちた人生を送る。
ジョニィはそんな自分を「マイナス」であると考えている。当初は下半身不随を治せるかもしれないという期待を寄せて参加していたレースだが、次第に自身の「マイナス」を「ゼロ」に戻すために『聖人の遺体』を手に入れるというものに目的が変わっていった。目的に向かおうとする意思は凄まじいものがあり、相手の命を奪うことにも躊躇は無い。ジャイロ曰く、その人間性をも含めた全てを捨てられる男。特に『遺体』に対する執着は人一倍強い。この漆黒の意思が発動する際には、ジョニィの両目に黒く輝く炎が灯る描写がされる（ジャイロは「人殺しの目」と称した）。
実は虫刺されフェチである。

### 略歴
アメリカのケンタッキー州ダンビルに、没落貴族の末裔として生まれる。父親は裕福な牧場主であり、同時に3冠レース7連覇を誇る優秀な調教師でもあった。またジョニィには5つ年上の兄・ニコラスがいた。
ある時、食事中に約束を破ってネズミをポケットに入れていたことが父にバレて、自分で池に沈めて始末するように言われてしまう。ニコラスはジョニィに対して、ダニーと名付けられたそのネズミを森へ逃がし、自身の部屋にあるはく製を使って始末したように見せかけようと提案し、それで乗り切ることに成功した。また、ニコラスは良い兄であったと同時に大変優秀なジョッキーで、ジョニィの憧れの存在でもあった。しかしある時、練習中の事故でニコラスは死亡してしまう。これは足元を走り去った白ネズミに馬が驚いたのが原因であった。ジョニィはあのネズミがかつて逃がしたダニーであると思い、深く後悔する（あくまでジョニィが思い込んでいるだけである）。
7年後、ジョニィは天才ジョッキーとしてデビューするが、そのレースにニコラスの形見のブーツを履いて出ようとしたところ、父と喧嘩になり家を追い出されてしまう。以後、ジョニィは誰にも頼らず一人でやっていくことを心に決めた。その後はレースで優勝すれば欲しいものが何でも手に入るというような生活を続けていき、次第に傲慢な性格になっていく。
2年前、ガールフレンドに言われて自分なら大丈夫と思い、劇場に入る際に列の先頭に割り込んでしまう。徹夜で並んでいたという男に咎められたものの、劇場の係員を金で買収することで男を強引に追い出そうとして、キレた男によって背中を撃たれ負傷し、それが原因で下半身不随になってしまった（本人はこのことを「女優の劇なんかオレは見たくもなかった」とガールフレンドのせいにしている）。下半身不随になった後、父親からの支援も無く、満足な介護が得られない劣悪な環境の中で失意の日々を過ごしていた。

### 劇中での活躍

#### Part7『スティール・ボール・ラン』
SBRレース第1ステージの見物に来ていたところ、ジャイロ・ツェペリの使う「謎の鉄球」の「回転」の余波を受け、動かなかったはずの脚が微かに動いたことから、その秘密を知るために急遽レースに参加する。当初はジャイロに煙たがられていたが、ジョニィの実力と意志の強さをジャイロが認めて以降は協力関係という形で行動を共にしている。
レース序盤に「悪魔の手のひら」に遭遇し、左腕の「遺体」に取り憑かれたことでスタンド能力を身に付ける。遺体の影響で動かないはずの下半身が動いたことから、遺体の力に希望を見出だして全遺体の収集を決意する。現役時代から因縁があり一度も勝てなかったディエゴとは、何度も戦うことになる。敵との戦闘は主にジャイロと共に行った。ジャイロに技術を教えてもらうことがあったが、逆にジョニィの、目的を果たすためならば相手の命を奪うことすらも厭わない精神にジャイロが影響を受けることもあり、レースが進むにつれ、その信頼関係は強まっていった。旅の道中は気の置けない男友達でもある。
第8ステージで、大統領が遺体の正当な所有者となったことで、ジョニィは「聖なる遺体を冒そうとする邪悪」と認定される。それでもなおジャイロと共に大統領に挑み、ジャイロと死別する。そして彼の遺志を受け継いでスタンドを進化させ、大統領に勝利する。大統領に勝利したとき、ついに自らの両足で立ち、歩くことができるようになっていた。しかし、大統領の切り札「並行世界のディエゴとTHE WORLD」により遺体を横取りされ、取り戻すために最後の戦いに身を投じる。しかし、大統領の助言を受けていたディエゴによって、ACT4の「無限の回転」を逆利用され、完敗する。落馬し立ち向かう意志を失ったこともあって死とて消滅の危機に晒されるが、スティールに助けられ命拾いする。レースリタイヤとなるも生還した。
ジャイロの亡骸を収めた棺を背負い、またジャイロの愛馬ヴァルキリーを連れて、ヨーロッパ行きの船に乗船する。

#### Part8『ジョジョリオン』
レースの準優勝者でもある東方憲助の娘・理那と1892年に結婚し、ジョージ・ジョースターIII世と女の子を授かったことが家系図で判明している。
公式の記録によると、1901年に日本政府の要望による馬術指導のために来日しており、杜王町で事故死している。享年29歳。当初は殺人事件かと疑われたが、調査の結果落石による不幸な事故と判明し、現場には供養のためお地蔵様（ジョースター地蔵）が作られた。
しかし杜王町には「ファンタジー伝承」が伝わり、こう語られる。理那が原因不明の不治の病にかかったことで、Part7で知った聖人の遺体を盗んで、遺体の奇跡のパワーで理那を治そうとする。アメリカから日本の理那の元に遺体を持ってきて、理那の病を治すことに成功するが、等価交換で息子のジョージに移動しただけであった。「どこかの誰かが必ず不幸を掴むことになる」と悟り、その連鎖を断ち切るために、自分が病を引き受けて死を選ぶ。遺体は付近の銀杏の葉に「物体を瞬間的に移動させる能力」（オータム・リーブス）を残し、ジョニィの死体の頭部はその能力で移動させられた岩石の下敷きとなった。
Part7の未来が1901年杜王町でのジョニィの顛末およびPart8であるが、また一方では作者コメントでは「『ジョジョリオン』は一種のパラレルワールド」（および『岸辺露伴は動かない』は隣り合わせの世界）とも説明されている。

### タスク（牙）
自身の爪を高速に回転させて、弾丸のように発射したり、物体を切り裂くスタンド能力。ヴィジョンはACT1-3まではジョニィのそばに浮かぶだけ。「チュミミーン」と鳴き声のようなものを発する。ジョニィと共に成長していく。当初は「遺体」がなければスタンド能力が使えなかったが、成長により克服、遺体なしでもスタンドが使えるようになる。それぞれのACTについては使い分けることが可能。
スタンド名は「爪を超えた牙」という意味でジョニィが命名した。俗称の「爪弾」で呼ばれることが多い。また22巻におけるスタンドの説明では「爪（タスク）」と表記されている。
ACT1
【破壊力 - E / スピード - E / 射程距離 - E / 持続力 - B / 精密動作性 - E / 成長性 - A】（JOJOVELLER）
指の爪を回転することによってエネルギーを得て爪を弾丸のように飛ばす。爪は射出したそばから高速で再生するため、ACT2以降とは異なり弾数制限は存在しない。
スタンド像は足のない赤子のような姿で、「チュミミィ〜ン」と鳴き、「Movere Crus（ラテン語で「足を動かせ」）」と喋ることもあった。遺体の守護精霊でもあり、奇跡の力でジョニィの動かないはずの足の爪を発射される場面もある。ACT2の登場以降は使用するシーンが無い。
デザインイメージは「ウーパールーパーを意識したマスコットキャラ」。
ACT2
【破壊力 - D / スピード - D / 射程距離 - D / 持続力 - C / 精密動作性 - C / 成長性 - A】（JOJOVELLER）
「黄金長方形」から見出した「黄金比の回転」の軌跡で爪を回転させたタスク。ジャイロのLESSON4「敬意を払え」の大自然への敬意ある観察から得た能力。
指の周囲をドリル状に回転するようになる。威力はACT1よりもはるかに強力になっている。爪が着弾した弾痕が回転が止まるまでの十数秒の間回り続ける特性を持ち、外れたとしても自動的に目標を追尾して破壊する。
一方でACT1と違って弾数に制限があり、両手の指の数である10発を撃ち尽くすと、新たな爪が再生するまで待たねばならない。早く再生するためには食べ物にコツがあるという（ハーブ、特にカモミールがいい）。
スタンド像は足のない人形のような姿。ACT1を少し成長させるということで、従来のスタンドのように「生物か機械かわからない」という要素が追加された。
ACT3
【破壊力 - D / スピード - D / 射程距離 - D / 持続力 - D / 精密動作性 - C / 成長性 - A】（JOJOVELLER）
無限の回転のタスク。ツェペリ一族も考えなかった新たな回転の世界。
自身を撃つことによって、回転の無限小の部分で肉体を巻き込み、ACT2から引き継いだ移動する弾痕から、巻き込んだ肉体を出せる。腕を分離して遠隔操作したり、バラバラになって回避したりできるようになった。弾痕に入れるのはジョニィのみで、それ以外の物が弾痕に触れると回転のエネルギーによって粉砕される。
スタンド像は短い手足の生えた人型。ACT2からさらに成長してより人間らしい形になっているが、まだ完全な人型のシルエットにはなっていない。
ACT4
【破壊力 - A / スピード - B / 射程距離 - C / 持続力 - A / 精密動作性 - B / 成長性 - E】（JOJOVELLER）
騎兵の回転のタスク。ジャイロのLESSON5とLESSON1によって進化した最終形態。発動するにはジョニィ自身の力だけでなく、必ず馬の脚力を利用する必要がある。
騎兵の無限の回転エネルギーは重力を支配し、異次元の壁をも突き破ることができる。その威力もまた無限で終わりがなく、攻撃が命中すると無限の回転が対象に取り付き、全てを粉砕して異次元に消し飛ばすまで永遠に残り続ける。大統領やディエゴいわく「あってはならない」危険能力。
攻撃方法は爪弾として射出される以外に、拳での戦闘も可能になった。拳によるラッシュ攻撃時の掛け声は、空条承太郎や空条徐倫と同じく「オラオラオラオラ……オラァ!!」と連呼する。
恐るべき破壊力を備えているがその威力はジョニィ自身にも制御不能で、一度発動した回転を止めるには逆方向の無限の回転エネルギーを撃ち込んで回転そのものを相殺するしかない。
スタンド像は胴体の中央から顔の生えたたくましい体つきの人型で、 暖簾のような胴体の中は空洞であり、顔はザクのモノアイのように動くと設定されている。